# ジャーンシー王妃連隊
ジャーンシー王妃連隊（Rani of Jhansi Regiment）は1942年、イギリスによるインドの植民地支配の打倒を目指し、インドの独立運動家が大日本帝国の援助を得て東南アジアで結成した武装勢力、インド国民軍の女性連隊である。第二次世界大戦における女性だけで構成された戦闘部隊の一つ。ラクシュミ・スワミナサン大尉を指揮官とし、1943年7月に東南アジアのインド系移民の中から志願した兵士により構成されていた。インドの女王で自由の闘士として名高いジャーンシーのラクシュミー・バーイー王妃にちなんで「ジャーンシー王妃連隊」と命名された。

## 設立
スバス・チャンドラ・ボースは、1943年7月12日に連隊の結成を発表した。メンバーのほとんどはイギリス領マラヤのゴム農園出身のインド系の10代の志願者で、インドに行ったことのある者はほとんどいなかった。
最初の部隊の中核はシンガポールの訓練キャンプで確立され、およそ170人の士官候補生がいた。その後、ラングーンとバンコクにもキャンプが設けられ、1943年11月には300人以上の士官候補生を抱えるに至った。
隊長のラクシュミ・スワミナサンは、著名な独立運動家でインド制憲議会議員を務めたアンム・スワミナサンの娘であり、自由インド仮政府において女性担当大臣を努めていた。また副隊長となったジャナキ・アティ・ナハッパンはマラヤの裕福なタミル人の出身であった。

## 訓練
シンガポールでの訓練は1943年10月23日に始まった。新兵は部門と小隊に分けられ、教育資格に応じて下士官とセポイ（兵卒）の階級が与えらた。これらの士官候補生は、教練、行軍、射撃、手榴弾投擲、銃剣突撃による武器訓練を含む軍事訓練と戦闘訓練を受けた。その後、多くの士官候補生がビルマでのジャングル戦のより高度な訓練のために選ばれた。1944年3月30日には500人の部隊により、シンガポール訓練所で最初の卒業パレードを挙行した。
また、約200名の士官候補生が看護師養成のために選抜され、ムガル帝国と戦った王妃チャンド・ビビにちなんだ『チャンド・ビビ看護兵団』を形成した。

## 行軍履歴
インド国民軍のインパール作戦の間、約100名のジャーンシー王妃連隊の初動部隊がメイミョーに移動した。その一部は、インパールを陥落させた後、ベンガルのヒンドゥスターン平野に侵入する前衛部隊を形成すること意図していた。部隊の一部はメイミョーの軍病院で看護隊を編成した。インパールの包囲が失敗し、国民軍が悲惨な撤退をした後、王妃連隊はモンユワやメイミョーに到着した国民軍部隊の救援と看護を調整する役割を担い、戦闘には使用されなかった。

## 連隊の終焉
ラングーンが崩壊し、自由インド仮政府とスバス・チャンドラ・ボースがビルマに撤退すると、もともとビルマにいた部隊は解散を許され、連隊の残りは撤退する日本軍と共に徒歩で、利用可能な場合は車両で退却した。退却の間、連合軍による空襲とビルマのレジスタンスからの攻撃を受けた。死傷者の総数は不明である。この後、部隊は解散した。

## 戦後
隊長のスワミナサン大尉は1945年5月にイギリスに逮捕され、1946年3月までビルマに留めおかれた後、インドに送られた。当時、首都デリーではインド国民軍裁判によってインド国民のイギリス植民地支配への不満が高まっており、英領インドの終焉も近づいていた。
スワミナサンは1947年に国民軍の将校であったプレム・サーガルと結婚し、サーガル姓を称した。1971年にインド共産党マルクス主義派に入党し、2002年インド大統領選挙において左翼戦線の主要候補にもなった。彼女の娘であるスバシニ・アリもインド共産党マルクス主義派で政治家となっている。また、副隊長のナハッパンはマレーシア・インド人会議の創設時に強い支援を行っている。